# Aedes angolae
Aedes angolae är en tvåvingeart som beskrevs av Ribeiro 1974. Aedes angolae ingår i släktet Aedes och familjen stickmyggor.
Artens utbredningsområde är Angola. Inga underarter finns listade i Catalogue of Life.